# فينس وليامز (لاعب كرة قدم أمريكية)
فينس وليامز (بالإنجليزية: Vince Williams)‏ هو لاعب كرة قدم أمريكية أمريكي، ولد في 27 ديسمبر 1989 في دافنبورت في الولايات المتحدة.

## وصلات خارجية
- فينس وليامز على موقع مرجع كرة القدم المحترفة.كوم (الإنجليزية)